# Приобретательная давность
Приобретательная давность — один из способов приобретения права собственности. Этот способ известен ещё римскому праву, где он получил название usucapio, что означает «приобретение в результате пользования».

## Приобретательная давность в России
По действующему российскому законодательству, лицо, не являющееся собственником имущества, но добросовестно, открыто и непрерывно владеющее как своим собственным недвижимым имуществом в течение пятнадцати лет либо иным имуществом в течение пяти лет, приобретает право собственности на это имущество.
До приобретения на имущество права собственности в силу приобретательной давности лицо, владеющее имуществом как своим собственным, имеет право на защиту своего владения против третьих лиц, не являющихся собственниками имущества, а также не имеющих прав на владение им в силу иного предусмотренного законом или договором основания.
Течение срока приобретательной давности в отношении вещей, находящихся у лица, из владения которого они могли быть истребованы в порядке виндикации, начинается со дня поступления вещи в открытое владение добросовестного приобретателя, а в случае, если было зарегистрировано право собственности добросовестного приобретателя недвижимой вещи, которой он владеет открыто, — не позднее момента государственной регистрации права собственности такого приобретателя (статья 234 Гражданского кодекса РФ).

### Особенности течения срока приобретательной давности в России
Срок владения продолжает течь, даже если данный владелец является правопреемником предыдущего владельца. Владение должно быть фактическим и владелец не должен иметь правового титула (то есть право на аренду и т. д.). Согласно ч.2 ст. 302 ГК: «если имущество приобретено безвозмездно от лица, которое не имело права его отчуждать, собственник вправе истребовать имущество во всех случаях», а ч. 3 ст. 302 ГК: «деньги, а также ценные бумаги на предъявителя не могут быть истребованы от добросовестного приобретателя». Другим условием является открытость владения, то есть владелец не скрывает своё владение, а также непрерывность владения.
Для приобретения недвижимости нужны не только исполнение срока приобретательной давности, но также государственная регистрация и судебное решение по фактам, имеющим значение (вопрос добросовестности, непрерывности и т. д.)
Некоторые[кто?] теоретики юриспруденции предлагают распространить нормы о приобретательной давности не только на право собственности, но и на некоторые ограниченные вещные права. Так, Т. П. Подшивалов предлагает дополнить ГК РФ нормами об установлении сервитута по давности пользования.

## Приобретательная давность на Украине
На Украине приобретательная давность регулируется Гражданским кодексом, а именно ст. 344. Она определяется как приобретение права собственности на чужое имущество лицом, которое добросовестно завладело этим имуществом и продолжает открыто, непрерывно владеть недвижимым имуществом в течение десяти лет или движимым имуществом — в течение пяти лет.
Право собственности по приобретательной давности на недвижимое имущество, транспортные средства, ценные бумаги приобретается по решению суда.
Для получения положительного решения суда владельцу нужно доказать следующее:
- добросовестность владения
- открытость владения
- давность и непрерывность владения
- законность объекта владения

### Особенности течения срока приобретательной давности на Украине

#### Если срок начался после вступления в силу нового ГКУ
Ст. 344 ГКУ предусматривает следующие особенности, касающиеся течения срока приобретательной давности:
- право собственности на недвижимое имущество, подлежащее государственной регистрации, возникает по приобретательной давности с момента государственной регистрации
- лицо, которое заявляет о давности владения, может присоединить ко времени своего владения все время, в течение которого этим имуществом владело лицо, чьим наследником (правопреемником) есть это лицо

```
* если лицо завладело имуществом на основании договора с его владельцем, который после окончания срока договора не предъявил требования о его возвращении, оно приобретает право собственности по приобретательной давности на недвижимое имущество через пятнадцать, а на движимое имущество — через пять лет со времени истечения исковой давности
```

- потеря не по своей воле имущества его владельцем не прерывает приобретательной давности в случае возврата имущества в течение одного года или предъявления в течение этого срока иска о его истребовании

#### Если срок начался до вступления в силу нового ГКУ
Пункт 8 Заключительных и переходных положений ГКУ устанавливает, что правила статьи 344 Гражданского кодекса Украины о приобретательной давности распространяются также на случаи, когда владение имуществом началось за три года до вступления в силу ГКУ.
Формальный подход к этой формулировке позволяет найти несколько вариантов его толкования:
- нормы о приобретательной давности распространяются на отношения, возникшие ранее трех лет до вступления в силу нового ГК
- положения о приобретательной давности распространяются на отношения, возникшие в течение последних трех лет до вступления в силу ГК[3]

Судебная практика по этому вопросу не является однозначной, но судьи в основном придерживаются второго варианта. В частности такую позицию заняли Верховный Суд Украины и Высший хозяйственный суд Украины.
Такая позиция судов характеризуется следующими особенностями:
- признания судом права собственности на недвижимое имущество не могло иметь место ранее 1 января 2011
- лица, завладевшие имуществом до 1 января 2001 не могут претендовать на приобретение права собственности по приобретательной давности